# WEEKLYワールドサッカー Supported by U-NEXT
『WEEKLYワールドサッカー Supported by U-NEXT ～プレミア・ラリーガ ダイジェスト～』（ウィークリー・ワールドサッカー サポーテッド・バイ・ユー・ネクスト ～プレミア・ラリーガ ダイジェスト～）は、2024年10月3日から日本BS放送（BS11）とU-NEXTの共同制作で放送されているスポーツ情報番組（サッカー番組）である。

## 概要
前番組『ワールドファイトCLIP!』に続くBS11とU-NEXTのコラボレーションによるスポーツ情報番組。
U-NEXTでライブ配信されたプレミアリーグ（2024-25シーズンより独占配信）とラ・リーガ（2023-24よりDAZNのサブライセンス配信）の試合映像から上位争い、日本人選手の活躍、スーパープレイなどに注目し、最新の順位表及び次節展望を放送
番組は後日U-NEXTやTVer、BS11+でも配信されている。
なお、U-NEXTでは2025-26シーズンよりエールディヴィジの配信も開始したが、当番組では取り扱わない。

## MC
- ハリー杉山
- 岩渕真奈（元サッカー日本女子代表）

## ナレーター
- 中野玄